# Carly (Pas-de-Calais)
Carly település Franciaországban, Pas-de-Calais megyében. Lakosainak száma 633 fő (2022. január 1.). Carly Questrecques, Samer, Verlincthun, Baincthun, Hesdigneul-lès-Boulogne és Hesdin-l’Abbé községekkel határos.

## Népesség
A település népességének változása:
| Lakosok száma | 573  | 560  | 566  | 551  | 570  | 588  | 607  | 612  | 633  |
|               | 2013 | 2015 | 2016 | 2017 | 2018 | 2019 | 2020 | 2021 | 2022 |